# The Tangent
The Tangent es un grupo internacional de rock progresivo formado en el año 2002 por el tecladista Andy Tillison y Sam Baine (del grupo Parallel or 90 Degrees), junto con músicos de The Flower Kings: el guitarrista Roine Stolt, el bajista Jonas Reingold y el batería Zoltan Csörsz. Además, se incluyeron en su formación el saxofonista David Jackson (de Van Der Graaf Generator) y el multinstrumentista Guy Manning. Desde 2003, y entre varios cambios de personal, la banda ha publicado once álbumes y ha ofrecido conciertos en países como Francia, EE. UU., Reino Unido, Alemania, Italia, Canadá, u Holanda.

## Historia

### Formación
En mayo de 1999, la banda de Andy Tillison y Sam Baine, Parallel or 90 Degrees, actuó de teloneros de la banda sueca The Flower Kings, pero ninguna de las formaciones había oído hablar de la otra.
Durante el proceso de composición del siguiente álbum de Parallel or 90 Degrees, More Exotic Ways to Die, Tillison se inspiró en los álbumes de The Flower Kings, y el resultado fue un trabajo mucho más cercano al estilo de The Flower Kings. Este nuevo material, sin embargo, fue abandonado después de que Tillison tuviese una discusión con el miembro de The Flower Kings Ian Oakley, a quien Tillison recriminó que no hubiese prestado atención a Parallel or 90 Degrees durante sus comentarios acerca del concierto que dieron ambas bandas en mayo de 1999. Posteriormente, y después de una disculpa por parte de los dos personajes, Oakley y Tillison comenzaron a entablar conversación acerca del rock progresivo, descubriendo que tenían bastante en común, y decidieron crear un supergrupo.
Tillison envió una demo con el material que había estado grabando anteriormente, y que había abandonado, a Oakley. Éste lo remitió a Roine Stolt, guitarrista de The Flower Kings, a quien le agradó la oferta musical de Tillison y se ofreció a ensayar con él. Además, Stolt invitó a Jonas Reingold y Zoltan Csorsz para realizar las labores en el bajo y la batería, y sugirió la incorporación de un saxofonista, materializado en la figura de David Jackson de Van Der Graaf Generator. Por su parte, Tillison atrajo a su amiga Sam Baine, también miembro de Parallel or 90 Degrees.
El nuevo supergrupo decidió publicar un primer álbum, titulado The Music That Died Alone, y que recibió buenas críticas por parte de la prensa especializada.

### Posteriores trabajos
Aunque la banda ha sufrido varios cambios de formación, Tillison es el miembro principal de la misma y el que lleva el peso compositivo de sus trabajos, abarcando géneros como el jazz, el funk, la música electrónica y la escena de Canterbury.
A comienzos de 2007, el supergrupo editó un doble CD y DVD en directo llamado Going Off On One. Posteriormente, una nueva variante de la formación de la banda incluía a Tillison, Reingold y en la batería Jaime Salazar, que aparecen en la promoción de sus conciertos como "The Tangent presenta: Tillison, Reingold, & Salazar". 
En el año 2008, la banda ha editado su cuarto trabajo junto con el guitarrista Jakko Jakszyk (King Crimson): "Not as good as the book". Hay una edición de este CD que efectivamente incluye un libro, pero la canción que da título al álbum no hace referencia a ese libro. De hecho, Tillison escribió el libro -un cuento de ciencia ficción con ilustraciones de Antoine Ettori- después de terminar el álbum.
Tras el lanzamiento de este cuarto álbum, hay una escisión en el grupo. El bajista Jonas Reingold y el batería Jaime Salazar lo abandonan. En julio de 2008, Raingold escribe en MySpace: "Hay muchas razones. La principal es que últimamente no he estado involucrado completamente en la banda porque no podía ver un desarrollo dentro de ella (musicalmente) o desde el punto de vista del negocio". Sin embargo, posteriormente en una entrevista realizada en el 2012 por la revista Backgorund Magazine Reingold mencionó que había sido despedido de la banda.
Tillison suplió la partida de estos dos miembros con la inclusión en The Tangent del grupo progresivo sueco Beardfish. La formación únicamente fue activa en algunas giras.
En el 2009 se publicó su quinto álbum de estudio titulado "Down and Out in Paris and London". Tillison logró quitar la etiqueta de supergrupo, con una formación completamente inglesa a la cual el tecladista incluyó a su antiguo compañero de PO90, el bajista Jonathan Barrett, en la batería el veterano Paul Burgess (Camel, 10cc), y en el saxofón y flauta, Theo Travis. Cabe destacar que las partes de guitarra corrieron a cargo de Tillison, asimismo, Jakko Jakszyk y Guy Manning aparecen como invitados para tocar algunos solos de guitarra.
Down and Out in Paris and London fue un álbum orientado en gran medida en la escena de Canterbury, donde se pueden destacar sus canciones por la influencia de bandas como Camel, EGG, Caravan y National Health.  
A principios del 2011 se publicó el DVD en vivo "Going Off On Two", este concierto al estilo de The Old Grey Whistle Test fue financiado por los fanes de la banda y se realizó sin público. La banda presentaba al guitarrista Luke Machin -después de que Theo Travis se lo presentara a Andy Tillison-, y al baterista Tony Latham, quienes se integraron a Barret, Travis y Tillison. En este material se adelantaba la canción 'The Mind's Eye' que aparecería en su próxima producción. 
Meses después salió a la luz su sexto trabajo de estudio titulado ¨COMM¨, un álbum cuyo concepto gira en torno a la idea del mundo de las comunicaciones en la era digital y de cómo éstas han llegado a influir en nuestras vidas. Para este álbum se incluye al guitarrista virtuoso Luke Machin (Maschine)) y el baterista de sesión Nick Rickwood. Con esta adición la banda tomó un sonido diferente y sin renunciar a sus influencias características, en el álbum se pueden apreciar elementos de metal progresivo. 
En el año 2012 por motivos de logística y financieros, Andy Tillison hizo pública la segunda disolución de The Tangent, no obstante, un mes después anunció que estaba trabajando en el séptimo álbum de estudio "Le Sacre Du Travail", uno de los proyectos más ambiciosos en la historia de la banda. Posteriormente -y aunque se dio a conocer que no iba a ser una información fija- se anunció el personal que estaría involucrado, como es el caso del guitarrista Jakko Jakszyk (King Crimson), en el saxofón y flauta Theo Travis (Steven Wilson, Soft Machine) y tendría como colaborador en coros al cantante David Longdon (Big Big Train).   
La sorpresa para los fanáticos del proyecto inglés es que regresaba el antiguo colaborador Jonas Reingold -Tillison comentó que nunca debió de haber dejado de trabajar con el sueco ya que era uno de los mejores bajistas de la actualidad en el prog rock- por otro lado, el álbum cerraba con una formación  estelar pues se anunció que en la batería estaría Gavin Harrison (Porcupine Tree, King Crimson) y Rikard Sjöblom (Beardfish) prestando su voz para la narración de la primera pista.
"Le Sacre Du Travail" (2013) se presentó como una sinfonía eléctrica en 5 movimientos (canciones) conducida por Andy Tillison, quien se inspiró en La consagración de la primavera de Ígor Stravinski y cuyo concepto giró en torno al transcurrir el día en la vida de un individuo común. El resultado fue aclamado por la crítica especializada, considerando la obra como una de las mejores producciones de la banda, sin embargo, también hubo críticas por parte de fanes que no estuvieron de acuerdo con el sonido más sinfónico que tomó la banda.
Posteriormente, Tillison anunciaba una gira en la que los suecos Karmakanic unían sus fuerzas con The Tangent para tocar el repertorio de ambas bandas. La alineación quedaba conformada por Andy Tillison, Jonas Reingold, Luke Machin, Lalle Larsson (Karmakanic, Agents Of Mercy), Morgan Ågren (Frank Zappa), y Göran Edman (Karmakanic).
En el 2015, The Tangent publica 'A Spark In The Aether', un álbum que retomaba los sonidos característicos de los primeros 3 álbumes. En este trabajo destaca su canción de 21 minutos 'The Celluloid Road' en la cual Tillison en un sonido Funk/Progresivo relata un viaje de costa a costa por Estados Unidos a través de cómo se percibe el país en las películas y famosas series de televisión. En el tema 'Codpieces And Capes' hay una referencia al músico estadounidense Neal Morse; "And if Neal can find God, then what's in it for me?". Para esta alineación de estudio se integra a Tillison, Reingold, Machin y Travis el baterista Morgan Ågren (Frank Zappa).
Poco después de a mediados del mismo año se dio a conocer que el líder del proyecto Andy Tillison había sufrido un infarto, por lo que estuvo en recuperación en meses posteriores. No dejando de lado a su proyecto principal, para el 2016 ya tenía los planes para su próxima ambiciosa producción y anunciaba que ya tenía escrita una pieza completa de 20 minutos, misma que se publicó en Youtube bajo el nombre de "A Few Steps Down The Wrong Road", en donde Tillison expresa sus puntos de vista políticos sobre la decisión del Reino Unido de abandonar la Unión Europea. En la canción Tillison solicitó de la colaboración de su antiguo amigo Boff Whalley de la famosa banda de Punk rock Chumbawamba para que se encargara de los coros.
El noveno trabajo de la banda de rock progresivo fue titulado 'The Slow Rust of Forgotten Machinery' y se convirtió en un álbum conceptual con la visión política de Tillison acerca del Brexit y la crisis humanitaria de los refugiados en el mundo. La portada e ilustraciones fueron creadas por el historietista británico Mark Buckingham (DC Comics, Marvel Comics).

## Formación

### Miembros actuales
- Andy Tillison (teclado y voz)
- Theo Travis (saxofón, flauta y clarinete)
- Luke Machin (teclados y voz)
- Jonas Reingold (bajo y voz)
- Steve Roberts (batería)

### Miembros pasados
- Roine Stolt (guitarra y voz)
- David Jackson (saxofón, flauta)
- Sam Baine (teclado, piano y voz)
- Zoltan Csorsz (batería)
- Krister Jonsson (guitarras)
- Jaime Salazar (batería)
- Jonas Reingold (bajo)

## Discografía

### Álbumes de estudio
- The Music That Died Alone (2003)
- The World That We Drive Through (2004)
- A Place in the Queue (2006)
- Not As Good As The Book (2008)
- Down and Out in Paris and London (2009)
- A Place On The Shelf (2009)
- '’COMM (2011)
- Le Sacre du Travail (2013)
- L'Etagère du Travail (2013)
- A Spark in the Aether (2015)
- The Slow Rust of Forgotten Machinery (2017)
- Proxy (2018)
- Auto Reconnaissance (2020)
- Songs From the Hard Shoulder (2022)
- To Follow Polaris (2024)

### Álbumes en directo
- Pyramids and Stars (2004)
- Going Off On One (2007)
- Going Off On Two (2010)
- London or Paris, Berlin or Southend-on-Sea (2012)